# Thomas Knak

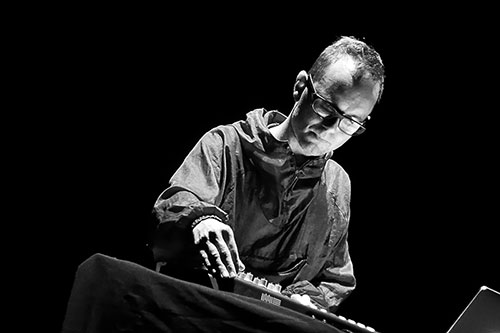
Thomas Knak

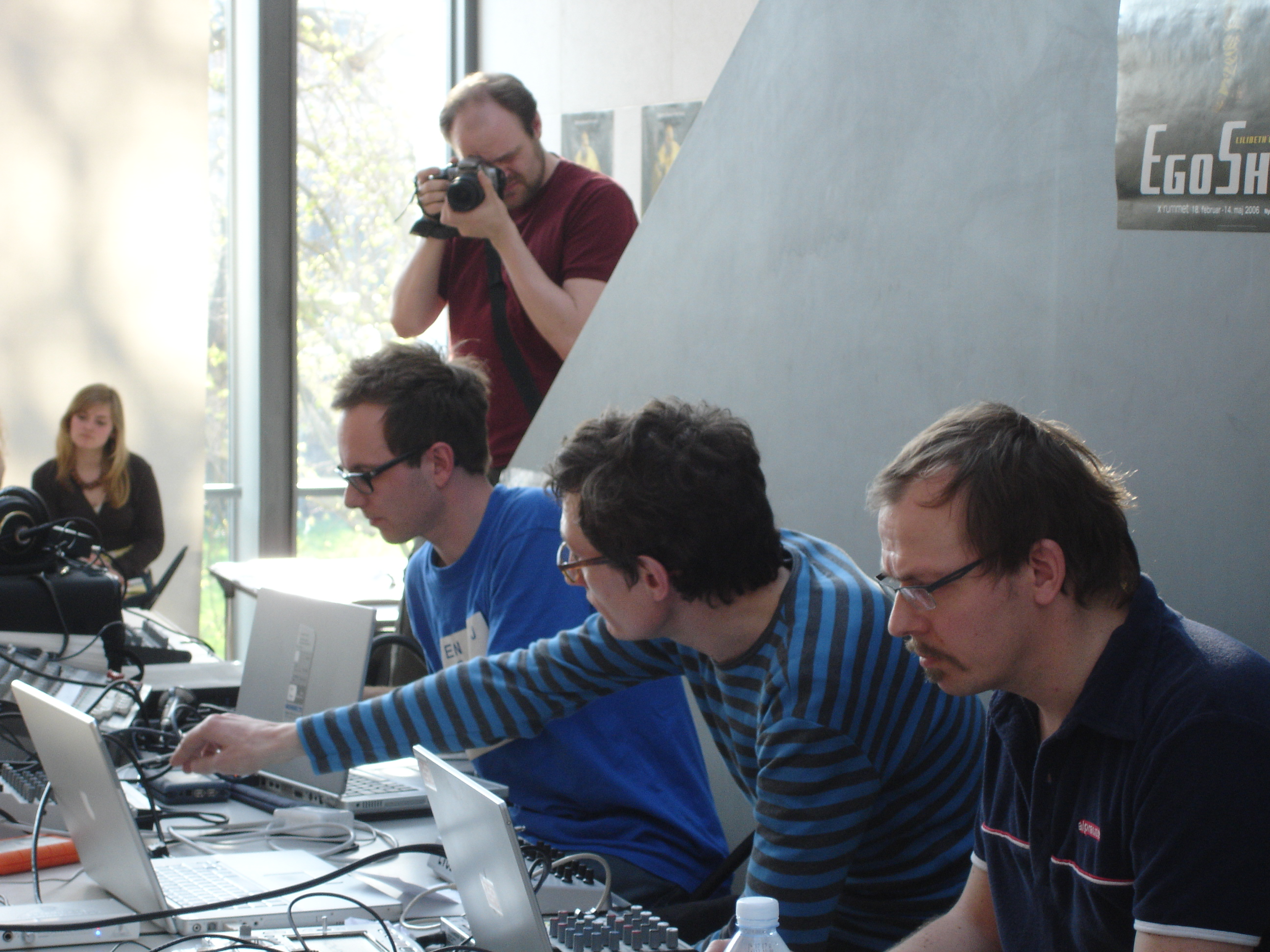
Liveauftritt von System (v. l. n. r. Knak, Remmer, Skaaning) im Jahr 2006

Thomas Knak (* 7. Februar 1973) ist ein dänischer Musiker, Komponist und Labelbetreiber.

## Werdegang
Gemeinsam mit den befreundeten Musikern Jesper Skaaning (Acustic) und Anders Remmer (Dub Tractor) gründete Knak die Gruppe Future 3, von denen zwischen 1995 und 2001 drei Alben und zwei EPs auf April Records erschienen. Ebenfalls ab 1995 produzierte er mit Morten Remmer gemeinsam als James Bong.
Knak trat solo erstmals 1997 in Erscheinung, als seine 1/3 & 1/2 EP auf April Records veröffentlicht wurde.
Im Jahr 1999 erschien das Opiate-Debütalbum Objects For An Ideal Home auf April Records. Im gleichen Jahr gründete er sein eigenes Label Hobby Industries, auf dem neben seinen eigenen Opiate-Veröffentlichungen auch Werke von Goodiepal, Dub Tractor, Spinform und weiteren Künstlern erschienen.
Danach produzierte Knak neben Damian Taylor, Guy Sigsworth, Jake Davies, Marius de Vries, Matmos, Matthew Herbert und Valgeir Sigurdsson einige Stücke für das 2001 veröffentlichte Björk-Album Vespertine.
2000 gründete Knak mit Skaaning und Remmer das Future-3-Nachfolgeprojekt System. Das erste Album System erschien 2002 auf dem von Stefan Betke betriebenen Label ~scape.
Ab dem Jahr 2003 war Knak auch als Komponist von Film- und Fernseh-Soundtracks tätig. So komponierte er unter anderem Musik für den mehrfach ausgezeichneten Film Reconstruction.
Gemeinsam mit Carsten Nicolai veröffentlichte Knak unter dem Namen Opto das Album 2nd auf Hobby Industries.
Unter dem Bandnamen People Press Play erschien 2007 ein gleichnamiges Album auf Morr Music, das Knak, Skaaning und Remmer mit der Sängerin Sara Savery aufnahmen.
Im Jahr 2010 erschienen nach vier Jahren Pause zwei neue Singles auf Knaks Label Hobby Industries. Ebenfalls 2010 wurde das zweite System-Album B auf Rump Recordings veröffentlicht.

## Diskographie

### Alben
- 1999: Opiate – Objects For An Ideal Home (April Records)
- 2001: Alva Noto + Opiate – Opto Files (Raster-Noton)
- 2001: Opiate / Dub Tractor – Opiate / Dub Tractor Split (City Centre Offices)
- 2002: Opiate – While You Were Sleeping (April Records)

### Singles & EPs
- 1997: Opiate – 1/3 & 1/2 EP (April Records)
- 2001: Opiate – Obeate EP. (Beat Musik)
- 2001: Opiate / Goodiepal – Opiate / Goodiepal Split (Hobby Industries)
- 2002: Opiate – Possible (Vertical Form)
- 2003: Opiate – Sometimes (Morr Music)

### Remixe
- 1997: CK – The World Is A Remix (Remix by Knak)
- 2001: Björk – Aurora (Opiate Version)
- 2001: Bomb the Bass & Lali Puna – Clearcut Opiate Version
- 2005: Efterklang – Swarming (Opiate Version)
- 2006: Ryūichi Sakamoto – Motopiate (Thomas Knak Remix)
- 2008: Nicka presents moi Caprice – Wish You Were Her (Stella Polaris Version)

## Filmographie
- 2003: Reconstruction
- 2004: Tal med Gud (Fernsehserie)
- 2004: Jul med Gud (Fernsehserie)
- 2005: Allegro
- 2006: Enemies of Happiness (Vores lykkes fjender)
- 2007: Wide Angle (Fernsehserie)
- 2008: A Woman Among Warlords
- 2008: 12 toner ned
- 2019: Love Child (Dokumentarfilm)